# 遠藤嘉右衛門 (7代)
7代 遠藤 嘉右衛門（えんどう かえもん、1844年10月2日（弘化元年8月21日）- 1914年（大正3年）11月29日）は日本の地主、銀行家、政治家。貴族院多額納税者議員、遠藤嘉右衛門家7代当主、旧姓・神田。

## 経歴
のちの島根県で神田助左衛門の二男として生まれ、簸川郡今市町（現出雲市）の地主、6代・遠藤嘉右衛門の養子となる。後に家督を継承し嘉右衛門を襲名した。
1877年以降、島根県会議員、簸川郡会議員などを務め、補欠選挙で当選し1911年6月2日、貴族院多額納税者議員に任じられ、同年9月28日の任期満了まで一期在任した。その他、簸川銀行頭取などを務めた。
公益事業にも関心が高く、災害救援、貧民救済、公衆衛生・学校建設・道路修繕事業などに多額の寄付を行った

## 親族
- 二男 遠藤嘉右衛門 (8代)（旧名・要三郎）[4][6]
- 四女 高橋フユ（高橋隆一の妻）[4]
- 七女 三好モト（三好栄次郎（英之）の妻）[4]